# Aglia Iliadhi
Aglia Iliadhi (* 30. November 2004 in Vlora) ist eine albanische Fußballspielerin.

## Karriere

### Verein
Derzeit spielt Iliadhi für den Verein FK Apolonia Fier.

### Nationalmannschaft
Seit 2021 spielt sie für die Albanische Fußballnationalmannschaft der Frauen als Mittelfeldspieler. Sie debütierte am 30. November 2021 bei einem Spiel gegen Kosovo als Ersatzspielerin für Qendresa Krasniqi, wo sie dann eingewechselt wurde. Bisher absolvierte sie 1 Länderspiel.